# 喀尔巴阡山省
喀尔巴阡山省（波蘭語：województwo podkarpackie），又译为喀尔巴阡山麓省，是位于波兰南部的一个省，首府為热舒夫，人口約208萬。
喀尔巴阡山省成立于1999年1月1日，由原先的热舒夫省、普热梅希尔省和克罗斯诺省以及塔尔努夫省和塔尔诺布热格省的部分合并组成。省名来源于附近的喀尔巴阡山脉。